# Ray Gilbert
Ray Gilbert (5 septembre 1912, Hartford, Connecticut – 3 mars 1976, Los Angeles, Californie) est un parolier et compositeur américain.
Gilbert est surtout connu pour avoir obtenu un Oscar de la meilleure chanson originale avec "Zip-a-Dee-Doo-Dah" thème du film Mélodie du Sud, composé avec Allie Wrubel.
Il a également écrit les paroles anglaises de plusieurs grands succès de la Bossa nova composés par Antônio Carlos Jobim: Ela é Carioca (She's a Carioca), Fotografia (Photograph), Dindi (Dindi), O Amor em Paz (Once I Loved), O Morro Não Tem Vez (Somewhere in the Hills), et Inútil Paisagem (Useless Landscape) .
En 1962 il épouse l'actrice Janis Paige.
Il meurt le 3 mars 1976 au UCLA Medical Center après une opération du cœur.

## Filmographie
- 1944 : Les Trois Caballeros
- 1946 : La Boîte à musique séquences Blue Bayou et All the Cats Join in
- 1946 : Mélodie du Sud
- 1948 : Mélodie Cocktail séquence C'est un souvenir de décembre